# Canton de la Gascogne-Auscitaine
Le canton de la Gascogne-Auscitaine est une circonscription électorale française du département du Gers créée par le décret du 26 février 2014 et entrée en vigueur lors des premières élections départementales suivant la publication du décret.

## Histoire
Un nouveau découpage territorial du Gers entre en vigueur à l'occasion des élections départementales de 2015. Il est défini par le décret du 26 février 2014, en application des lois du 17 mai 2013 (loi organique 2013-402 et loi 2013-403). Les conseillers départementaux sont, à compter de ces élections, élus au scrutin majoritaire binominal mixte. Les électeurs de chaque canton élisent au Conseil départemental, nouvelle appellation du Conseil général, deux membres de sexe différent, qui se présentent en binôme de candidats. Les conseillers départementaux sont élus pour 6 ans au scrutin binominal majoritaire à deux tours, l'accès au second tour nécessitant 12,5 % des inscrits au 1er tour. En outre la totalité des conseillers départementaux est renouvelée. Ce nouveau mode de scrutin nécessite un redécoupage des cantons dont le nombre est divisé par deux avec arrondi à l'unité impaire supérieure si ce nombre n'est pas entier impair, assorti de conditions de seuils minimaux. Dans le Gers, le nombre de cantons passe ainsi de 31 à 17.
Le canton de la Gascogne-Auscitaine est formé de communes des anciens cantons de Jegun (10 communes), d'Auch-Nord-Est (4 communes), de Valence-sur-Baïse (1 commune) et d'Auch-Nord-Ouest (7 communes). Avec ce redécoupage administratif, le territoire du canton s'affranchit des limites d'arrondissements, avec 21 communes incluses dans l'arrondissement d'Auch et 1 dans l'arrondissement de Condom. Le bureau centralisateur est situé à Preignan.

## Représentation
| Période élective | Période élective | Mandat | Mandat   | Identité     | Nuance | Nuance | Qualité |
| ---------------- | ---------------- | ------ | -------- | ------------ | ------ | ------ | --- |
| 2015             | 2021             | 2015   | 2021     | Bernard Ksaz |        | PS     | Contrôleur des impôts, Jegun Ancien conseiller général du Canton de Jegun 1er Vice-Président du Conseil départemental |
| 2015             | 2021             | 2015   | 2021     | Lydie Toison |        | PS     | Conseillère municipale de Duran jusqu'en 2020 10ème Vice-Présidente du Conseil Départemental                          |
| 2021             | 2028             | 2021   | en cours | Bernard Ksaz |        | PS     | Conseiller sortant, Vice-Président du conseil départemental                                                           |
| 2021             | 2028             | 2021   | en cours | Lydie Toison |        | PS     | Conseillère sortante, Directrice d'un syndicat mixte de collecte des déchets, Vice-Président du conseil départemental |

### Résultats détaillés

#### Élections de mars 2015
À l'issue du 1er tour des élections départementales de 2015, deux binômes sont en ballottage : Bernard Ksaz et Lydie Toison (PS, 42,73 %) et Pierre Cahuzac et Christel Dulhoste (DVD, 32,95 %). Le taux de participation est de 58,47 % (4 178 votants sur 7 146 inscrits) contre 60,11 % au niveau départemental et 50,17 % au niveau national.
Au second tour, Bernard Ksaz et Lydie Toison (PS) sont élus avec 57,74 % des suffrages exprimés et un taux de participation de 60,41 % (2 219 voix pour 4 317 votants et 7 146 inscrits).

#### Élections de juin 2021
Le premier tour des élections départementales de 2021 est marqué par un très faible taux de participation (33,26 % au niveau national). Dans le canton de la Gascogne-Auscitaine, ce taux de participation est de 45,33 % (3 410 votants sur 7 523 inscrits) contre 44,9 % au niveau départemental. À l'issue de ce premier tour, deux binômes sont en ballottage : Bernard Ksaz et Lydie Toison (DVG, 44,28 %) et Fabienne Dore et Olivier Souard (DVD, 21,94 %).
Le second tour des élections est marqué une nouvelle fois par une abstention massive équivalente au premier tour. Les taux de participation sont de 34,36 % au niveau national, 44,59 % dans le département et 45,52 % dans le canton de la Gascogne-Auscitaine. Bernard Ksaz et Lydie Toison (DVG) sont élus avec 63,09 % des suffrages exprimés (1 945 voix pour 3 428 votants et 7 530 inscrits),,.

## Composition
Le canton de la Gascogne-Auscitaine comprend vingt-deux communes entières.
| Nom                              | Code Insee | Intercommunalité               | Superficie (km2) | Population (dernière pop. légale) | Densité (hab./km2) | Modifier                                    |
| -------------------------------- | ---------- | ------------------------------ | ---------------- | --------------------------------- | ------------------ | ------------------------------------------- |
| Preignan (bureau centralisateur) | 32331      | CA Grand Auch Cœur de Gascogne | 10,67            | 1 217 (2022)                      | 114                | modifier les données · modifier les données |
| Antras                           | 32003      | CA Grand Auch Cœur de Gascogne | 6,59             | 41 (2022)                         | 6,2                | modifier les données · modifier les données |
| Augnax                           | 32014      | CA Grand Auch Cœur de Gascogne | 4,00             | 126 (2022)                        | 32                 | modifier les données · modifier les données |
| Biran                            | 32054      | CA Grand Auch Cœur de Gascogne | 36,86            | 377 (2022)                        | 10                 | modifier les données · modifier les données |
| Bonas                            | 32059      | CA Grand Auch Cœur de Gascogne | 10,10            | 116 (2022)                        | 11                 | modifier les données · modifier les données |
| Castillon-Massas                 | 32089      | CA Grand Auch Cœur de Gascogne | 9,59             | 225 (2022)                        | 23                 | modifier les données · modifier les données |
| Castin                           | 32091      | CA Grand Auch Cœur de Gascogne | 11,22            | 345 (2022)                        | 31                 | modifier les données · modifier les données |
| Crastes                          | 32112      | CA Grand Auch Cœur de Gascogne | 19,25            | 261 (2022)                        | 14                 | modifier les données · modifier les données |
| Duran                            | 32117      | CA Grand Auch Cœur de Gascogne | 6,59             | 857 (2022)                        | 130                | modifier les données · modifier les données |
| Jegun                            | 32162      | CA Grand Auch Cœur de Gascogne | 39,25            | 1 182 (2022)                      | 30                 | modifier les données · modifier les données |
| Lavardens                        | 32204      | CA Grand Auch Cœur de Gascogne | 30,55            | 365 (2022)                        | 12                 | modifier les données · modifier les données |
| Mérens                           | 32251      | CA Grand Auch Cœur de Gascogne | 4,18             | 68 (2022)                         | 16                 | modifier les données · modifier les données |
| Mirepoix                         | 32258      | CA Grand Auch Cœur de Gascogne | 7,25             | 229 (2022)                        | 32                 | modifier les données · modifier les données |
| Montaut-les-Créneaux             | 32279      | CA Grand Auch Cœur de Gascogne | 26,23            | 714 (2022)                        | 27                 | modifier les données · modifier les données |
| Ordan-Larroque                   | 32301      | CA Grand Auch Cœur de Gascogne | 42,64            | 868 (2022)                        | 20                 | modifier les données · modifier les données |
| Peyrusse-Massas                  | 32316      | CA Grand Auch Cœur de Gascogne | 6,49             | 114 (2022)                        | 18                 | modifier les données · modifier les données |
| Puycasquier                      | 32335      | CA Grand Auch Cœur de Gascogne | 20,14            | 428 (2022)                        | 21                 | modifier les données · modifier les données |
| Roquefort                        | 32347      | CA Grand Auch Cœur de Gascogne | 7,21             | 277 (2022)                        | 38                 | modifier les données · modifier les données |
| Roquelaure                       | 32348      | CA Grand Auch Cœur de Gascogne | 21,23            | 577 (2022)                        | 27                 | modifier les données · modifier les données |
| Saint-Lary                       | 32384      | CA Grand Auch Cœur de Gascogne | 9,67             | 274 (2022)                        | 28                 | modifier les données · modifier les données |
| Sainte-Christie                  | 32368      | CA Grand Auch Cœur de Gascogne | 9,91             | 542 (2022)                        | 55                 | modifier les données · modifier les données |
| Tourrenquets                     | 32453      | CA Grand Auch Cœur de Gascogne | 7,12             | 103 (2022)                        | 14                 | modifier les données · modifier les données |
| Canton de la Gascogne-Auscitaine | 3210       |                                | 346,74           | 9 306 (2022)                      | 27                 | modifier les données                        |

## Démographie
En 2022, le canton comptait 9 306 habitants, en évolution de −1,99 % par rapport à 2016 (Gers : +1,04 %, France hors Mayotte : +2,11 %).
| 2013  | 2018  | 2022  |
| ----- | ----- | ----- |
| 9 442 | 9 432 | 9 306 |